# John de Warenne (6. hrabia Surrey)

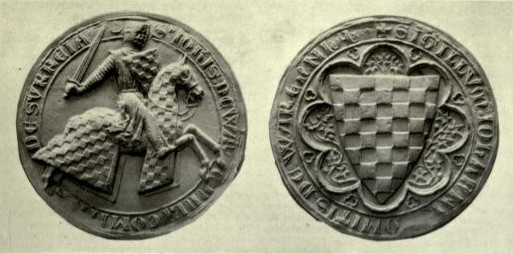
Pieczęć Johna de Warenne

Herb Johna de Warenne

John de Warenne 6. hrabia Surrey (ur. 1231, zm. 29 września 1304) – angielski arystokrata i dowódca wojskowy za panowania królów Henryka III Plantageneta i Edwarda I Długonogiego. Był synem Williama de Warenne, po którym w 1240 odziedziczył majątek i tytuł. Poślubił Alice de Lusignan, przyrodnią siostrę Henryka III. W 1264 bronił zamku w Rochester przed siłami Simona de Montfort, dopóki król nie nadciągnął z odsieczą. Po przegranej bitwie pod Lewes w maju 1264 schronił się we Francji, ale powrócił i w uczestniczył w bitwie pod Evesham 4 sierpnia 1265, w której zginął Montfort. Był dowódcą sił angielskich w bitwie pod Stirling (11 września 1297), gdzie poniósł klęskę w starciu z wojskiem szkockim dowodzonym przez Williama Wallace’a. Walczył też w zwycięskiej dla Anglików bitwie pod Falkirk 22 lipca 1298.